# Королівська аудієнсія Санто-Домінго
Королівська аудієнсія Санто-Домінго (ісп. Real Audiencia de Santo Domingo) — перший суд Кастильської корони в Америці, одна з системи іспанських аудієнсій. Аудієнсія була заснована королем Фердинандом V в декреті 1511 року, але через незгоду між Короною і губурнатором Іспаньйоли, Дієґо Колоном, аудієнсія почала діяти лише після підтвердження декрету королем Карлом V у декреті 14 вересня 1526 року. Із утворенням віце-королівства Нова Іспанія, ця аудієнсія (територія відповідальності суду) увійшла до його складу. Голова аудієнсії залишався одночасно губернатором і генерал-капітаном Генерал-капітанства Санто-Домінго, що надавало йому великі адміністративні повноваження і владу над іспанськими володінням у Вест-Індії та на великій частині узребежжя Карибського моря. Оскільки аудієнсія також була найвищим судовим органом регіону, вона фактична була його головним політичним і адміністративним центром і залишалася їм протягом всього колоніального періоду.